# Five Roads
Five Roads är en by i community Llanelli Rural, i kommunen Carmarthenshire, i Wales. Byn är belägen 5 km från Llanelli. Byn hade 638 invånare år 2021.